# Olga Ryjova
Pour les articles homonymes, voir Ryjova.
Olga Aleksandrovna Ryjova (en russe : Ольга Александровна Рыжова) est une ancienne joueuse de volley-ball russe née le 20 mai 1984 à Moscou. Elle mesure 1,86 m et jouait au poste de centrale. 

## Clubs
| Club                   | De        | À         |
| ---------------------- | --------- | --------- |
| CSKA Moscou            | 2001-2002 | 2006-2007 |
| Severstal Tcherepovets | 2007-2008 | 2008-2009 |
| Samorodok Khabarovsk   | 2009-2010 | 2009-2010 |
| Dynamo-Yantar          | 2010-2011 | 2010-2011 |
| Indesit Lipetsk        | 2011-2012 | 2011-2012 |

## Palmarès
- Coupe de Russie
  - Vainqueur : 2005.